# Gott mit uns

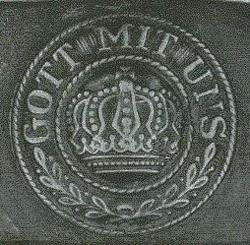
Символ на пряжке немецкого солдата Первой мировой войны

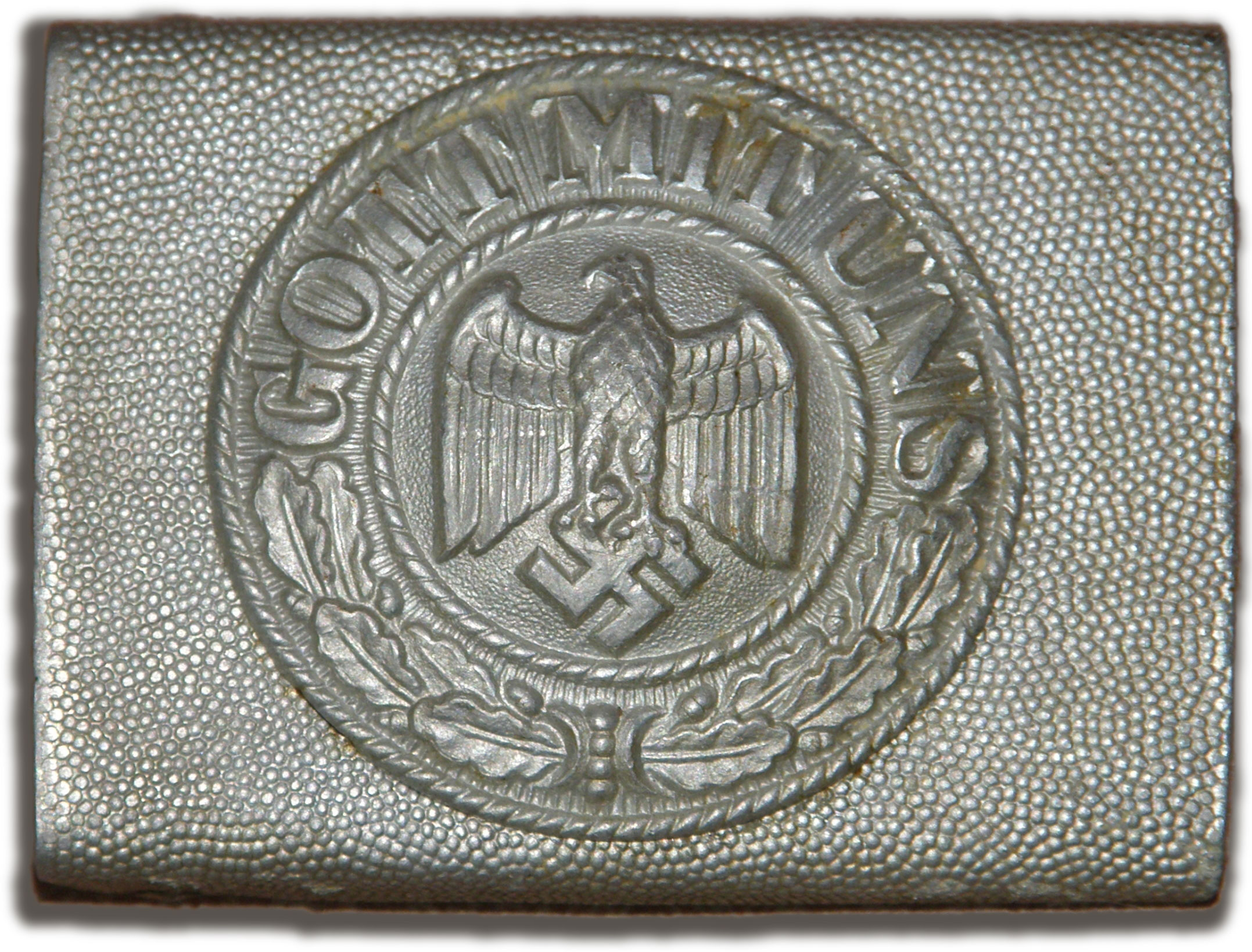
Символика на пряжке солдата вермахта. Вторая мировая война

«Gott mit uns» (с нем. — «С нами Бог», МФА: [ɡɔt mɪt ʊns]) — девиз, изображавшийся на гербе Германской империи, широко используемый в немецких войсках с XIX века, в частности выбитый на пряжке ремня. 

## История
Боевой клич «С нами Бог!» был известен достаточно давно, в том числе, его использовали римские солдаты (лат. Nobiscum Deus — Бог с нами!) во времена Византийской империи.
Впервые широкое применение в качестве лозунга данная фраза нашла во время Тридцатилетней войны (1618—1648) — длительного военного конфликта, охватившего всю Европу, за исключением Швейцарии и Турции. Также фраза являлась лозунгом Густава II Адольфа, шведского короля (1611—1632).
С 1847 года лозунг был размещён на пряжках солдатских ремней прусской армии, с 1919 года — рейхсвера, с 1935 года — сухопутных войск вермахта. Стал широко известен в годы Второй мировой войны. 
У солдат СС на пряжках во время Второй мировой войны был другой девиз — «Meine Ehre heißt Treue!» (с нем. — «Моя честь называется верностью»), являвшийся, в свою очередь, несколько перефразированной цитатой Гитлера, обращённой к Курту Далюге. В отличие от вермахта данный девиз наносился не только на солдатские, но и на офицерские пряжки. На пряжках военнослужащих люфтваффе никаких девизов не было.
С 1962 года в бундесвере данный девиз был заменён словами «Einigkeit, Recht, Freiheit» (с нем. — «Единство, Право, Свобода»). Полиция ФРГ продолжала использовать девиз Gott mit uns на пряжках своих ремней до 70-х годов XX века.

## Современное использование
- Лозунг присутствует на спине у российского борца микс-файта Александра Емельяненко в виде татуировки[1].
- В своё время фраза использована писателем A. E. Hotchner[англ.] в его романе 1955 года «Папа Хемингуэй». По словам автора, такую пряжку носил Эрнест Хемингуэй во время их первой встречи в баре «La Florida» в Гаване в 1948 году[2].
- Также фраза «Gott mit uns» встречается в аниме «Хеллсинг» в качестве элемента т. н. печати Кромвеля, ограничивающей силу вампира Алукарда.
- На альбоме шведской метал-группы Sabaton Carolus Rex, посвящённом королям Густаву II Адольфу и Карлу XII, присутствует песня под названием Gott Mit Uns, описывающая Брейтенфельдское сражение.